# 970
970 (CMLXX) fue un año común comenzado en sábado del calendario juliano, en vigor en aquella fecha.

## Acontecimientos
- 4 de abril: inicia la construcción de la Mezquita de al-Azhar en El Cairo.[1]
- Mayo: la ciudad israelí de Ramla es tomada por los fatimíes.[2]
- 23 de mayo: Pandulfo I de Benevento negocia la paz entre el Imperio Romano de Oriente (Bizancio) y el Sacro Imperio Romano Germánico. Tras esto, Otón I del Sacro Imperio acepta la soberanía de la Italia bizantina en el sur de la península.[3]
- Octubre: los fatimíes ocupan Damasco.[2]
- La Meca y Medina son capturadas por el Califato fatimí.[4]
- Vladimiro I de Kiev se convierte en Príncipe de Nóvgorod.[5]
- En el Reino de Pamplona (actual España), es entronizado Sancho Garcés II, primero en usar el título de rey de Navarra (en el 987).
- García Fernández es nombrado conde de Castilla.
- Sviatoslav I de Kiev se alía con los pechenegos y búlgaros contra el Imperio bizantino, pero sus tropas son emboscadas y derrotadas en la Batalla de Arcadiópolis.
- Bardas Focas inicia una revuelta contra la Dinastía macedónica y se proclama Emperador en Kayseri. Su rebelión es aplastada a finales de año y Bardas es desterrado a la Isla de Quíos, donde pasará los siguientes 7 años.[6]
- Erico el Victorioso se convierte en el primer rey de Suecia.[7]

## Nacimientos
- Leif Erikson, explorador vikingo.
- San Heriberto, arzobispo de Colonia.
- Świętosława de Polonia, madre de Canuto el Grande.

## Fallecimientos
- 22 de febrero: García Sánchez I, rey de Pamplona entre 925-970.
- Fernán González, primer conde soberano de Castilla.